# Trasformazioni a impedenza equivalente
Un'impedenza equivalente è un circuito equivalente ad una rete elettrica, costituita da elementi rappresentati come impedenze, il quale presenta la stessa impedenza tra tutte le coppie di terminali che presentava la rete data. Questo articolo descrive le trasformazioni matematiche tra alcune reti lineari passive di impedenze che si trovano comunemente nei circuiti elettronici.
Esistono numerosi circuiti equivalenti molto noti e utilizzati spesso nell'analisi delle reti lineari. Questi includono resistori in serie, resistori in parallelo e l'estensione (mediante il metodo simbolico) ai circuiti in serie e in parallelo per condensatori, induttori e impedenze generiche. Sono ben noti anche i circuiti del generatore equivalente di corrente di Norton e del generatore equivalente di tensione di Thévenin, così come le trasformazioni stella-triangolo. Nessuno di questi è discusso in dettaglio qui; consultare i singoli articoli linkati.
Il numero di circuiti equivalenti in cui può essere trasformata una rete lineare è illimitato. Si può vedere che ciò è vero anche nei casi più banali, per esempio chiedendosi quante diverse combinazioni di resistori in parallelo siano equivalenti a una data resistenza complessiva. Il numero di combinazioni in serie e in parallelo che possono essere formate cresce esponenzialmente con il numero di resistori, n. Per grandi valori di n è stato trovato con tecniche di calcolo numerico la dimensione di questo insieme di combinazioni è pari approssimativamente a 2,53n e, analiticamente, i limiti rigorosi sono ottenuti mediante una sequenza di Farey di numeri di Fibonacci. Questo articolo non ha la pretesa di essere completo e sono possibili alcune generalizzazioni. Wilhelm Cauer trovò una trasformazione in grado di generare tutti i possibili equivalenti di una qualsiasi impedenza data a una porta, lineare, passiva, razionale, o, in altre parole, di una qualsiasi impedenza data a due terminali. Anche le trasformazioni delle reti a 4 terminali, come le reti due porte, si trovano comunemente e sono possibili trasformazioni di reti ancora più complesse.
La vasta portata del tema dei circuiti equivalenti viene sottolineata in una storia raccontata da Sidney Darlington. Secondo Darlington, un gran numero di circuiti equivalenti fu trovato da Ronald M. Foster, seguendo l'articolo suo e di George Campbell del 1920 sulle reti non dissipative a quattro porte. Nel corso di questo lavoro essi esaminarono i modi in cui quattro porte potrebbero essere interconnesse con trasformatori ideali e il massimo trasferimento di potenza. Trovarono numerose combinazioni che potevano avere applicazioni pratiche e chiesero al dipartimento brevetti dell'AT&T che venissero brevettate. Il dipartimento brevetti rispose che era inutile brevettare solo alcuni circuiti se un concorrente poteva utilizzare un circuito equivalente per aggirare il brevetto; quindi essi avrebbero dovuto brevettarli tutti o non interpellarli. Foster perciò si mise al lavoro per calcolarli tutti, fino all'ultimo. Egli giunse a un totale enorme di 83.539 equivalenti (577.722 se sono inclusi rapporti in uscita diversi). Questi erano troppi per brevettarli, quindi le informazioni furono rilasciate come informazioni di pubblico dominio al fine di impedire a qualsiasi concorrente di AT&T di brevettarle in futuro.

## Reti a 2 tipi di elementi, a 2 terminali
Un'impedenza singola possiede due terminali con cui può essere connessa al mondo esterno, perciò può essere descritta come una rete a 2 terminali, o a una porta.  Nonostante la semplice descrizione, non c'è limite al numero di maglie, e quindi alla complessità e al numero di elementi, che la rete di impedenze può avere. Nella progettazione dei circuiti sono comuni le reti a 2 tipi di elementi; i filtri, per esempio, sono spesso reti di tipo LC e i progettisti di circuiti stampati preferiscono le reti di tipo RC poiché gli induttori sono meno facili da produrre. Le trasformazioni sono più semplici e facili da trovare rispetto alle reti a 3 tipi di elementi. Le reti a un tipo di elementi possono essere pensate come un caso speciale di reti a 2 tipi di elementi. È possibile usare le trasformazioni in questa sezione su alcune reti a 3 tipi di elementi sostituendo una rete di elementi con un elemento Zn. Tuttavia, questo è limitato a un massimo di due impedenze che vengono sostituite; il resto non sarà una libera scelta. Le equazioni di tutte le trasformazioni presentate in questa sezione sono dovute a Otto Zobel.

### Reti a 3 elementi
Le reti a un elemento sono banali e le reti a due elementi con due terminali, essendo costituite da due elementi in serie o due elementi in parallelo, sono anch'esse banali. Il numero non banale minimo di elementi è tre e ci sono due possibili trasformazioni non banali a 2 tipi di elementi, con ciascuna che è sia la trasformazione inversa che la trasformazione duale topologica dell'altra.
| Descrizione                                                                                               | Rete | Equazioni di trasformazione | Rete trasformata |
| --- | ---- | --- | ---------------- |
| Trasformazione 1.1 La trasformazione 1.2 è l'inversa di questa trasformazione.                            |      | {\displaystyle p_{1}=1+m_{1}\ ,} {\displaystyle p_{2}=m_{1}(1+m_{1})\ ,} {\displaystyle p_{3}=(1+m_{1})^{2}\ .}                                                                       |                  |
| Trasformazione 1.2 La trasformazione inversa e duale topologica, della trasformazione 1.1.                |      | {\displaystyle p_{1}={\frac {{m_{1}}^{2}}{1+m_{1}}}\ ,} {\displaystyle p_{2}={\frac {m_{1}}{1+m_{1}}}\ ,} {\displaystyle p_{3}=\left({\frac {m_{1}}{1+m_{1}}}\right)^{2}\ .}          |                  |
| Esempio 1. Un esempio di trasformazione 1.2. Le dimensioni ridotte dell'induttore hanno vantaggi pratici. |      | {\displaystyle m_{1}=0.5\ ,} {\displaystyle p_{1}=\textstyle {\frac {1}{6}}\ ,} {\displaystyle p_{2}=\textstyle {\frac {1}{3}}\ ,} {\displaystyle p_{3}=\textstyle {\frac {1}{9}}\ .} |                  |

### Reti a 4 elementi
Ci sono quattro trasformazioni non banali a 4 elementi per le reti a 2 tipi di elementi. Due di queste sono le trasformazioni inverse delle altre due e due sono le trasformazioni duali di due trasformazioni diverse. Ulteriori trasformazioni sono possibili nel caso particolare in cui Z2 sia costituita dallo stesso tipo di elementi di Z1, cioè quando la rete è ridotta a una rete a un tipo di elementi. Il numero di reti possibili continua a crescere con l'aumentare del numero di elementi. Ciò è definito per tutte le voci nella tabella seguente:
| | |
| {\displaystyle q_{1}:=1+m_{1}+m_{2}\,\!} , {\displaystyle q_{2}:={\sqrt {{q_{1}}^{2}-4m_{1}m_{2}}}\,\!} , {\displaystyle q_{3}:={\frac {(1+m_{1})(1+m_{2})}{(m_{1}-m_{2})^{2}}}} , | {\displaystyle q_{4}:={\frac {q_{2}-q_{1}+2m_{2}}{2q_{2}}}} , {\displaystyle q_{5}:={\frac {q_{2}+q_{1}-2m_{2}}{2q_{2}}}} . |

| Descrizione | Rete | Equazioni di trasformazione | Rete trasformata |
| --- | ---- | --- | ---------------- |
| Trasformazione 2.1 La trasformazione 2.2 è l'inversa di questa trasformazione. La trasformazione 2.3 è la duale topologica di questa trasformazione. |      | {\displaystyle p_{1}={\frac {q_{1}+q_{2}}{2q_{5}}}\ ,} {\displaystyle p_{2}={\frac {q_{1}-q_{2}}{2q_{4}}}\ ,} {\displaystyle p_{3}={\frac {m_{2}}{q_{5}}}\ ,} {\displaystyle p_{4}={\frac {m_{2}}{q_{4}}}\ .}                                                                                |                  |
| Trasformazione 2.2 La trasformazione 2.1 è l'inversa di questa trasformazione. La trasformazione 2.4 è la duale topologica di questa trasformazione. |      | {\displaystyle p_{1}={\frac {1}{q_{3}(1+m_{2})}}\ ,} {\displaystyle p_{2}={\frac {m_{1}}{1+m_{1}}}\ ,} {\displaystyle p_{3}={\frac {1}{q_{3}(1+m_{1})}}\ ,} {\displaystyle p_{4}={\frac {m_{2}}{1+m_{2}}}\ .}                                                                                |                  |
| Trasformazione 2.3 La trasformazione 2.4 è l'inversa di questa trasformazione. La trasformazione 2.1 è la duale topologica di questa trasformazione. |      | {\displaystyle p_{1}={\frac {q_{4}(q_{1}+q_{2})}{2m_{2}}}\ ,} {\displaystyle p_{2}={\frac {q_{5}(q_{1}-q_{2})}{2m_{2}}}\ ,} {\displaystyle p_{3}=q_{4}\ ,} {\displaystyle p_{4}=q_{5}\ .} |                  |
| Trasformazione 2.4 La trasformazione 2.3 è l'inversa di questa trasformazione. La trasformazione 2.2 è la duale topologica di questa trasformazione. |      | {\displaystyle p_{1}=1+m_{1}\ ,} {\displaystyle p_{2}=m_{1}q_{3}(1+m_{1})\ ,} {\displaystyle p_{3}=1+m_{2}\ ,} {\displaystyle p_{4}=m_{1}q_{3}(1+m_{2})\ .} |                  |
| Esempio 2. Un esempio di trasformazione 2.2. |      | {\displaystyle m_{1}=3\ ,} {\displaystyle m_{2}=1\ ,} {\displaystyle q_{3}=2\ ,} {\displaystyle p_{1}=\textstyle {\frac {1}{4}}\ ,} {\displaystyle p_{2}=\textstyle {\frac {3}{4}}\ ,} {\displaystyle p_{3}=\textstyle {\frac {1}{8}}\ ,} {\displaystyle p_{4}=\textstyle {\frac {1}{2}}\ .} |                  |

## Reti a 3 tipi di elementi, anelementi, a 2 terminali

Fig. 1. Semplice esempio di una rete di impedenze che, per maggiore chiarezza, utilizza solo resistori. Tuttavia, l'analisi delle reti con altri elementi rappresentati da impedenze procede secondo gli stessi principi. Vengono mostrate due maglie, con numeri nei cerchi. La somma delle impedenze intorno a ciascuna maglia, p, formerà la diagonale della matrice con i coefficienti Z_{pp}. L'impedenza dei rami condivisi tra due maglie, p e q, formerà i coefficienti -Z_{pq}. Z_{pq}, p≠q, avrà sempre il segno meno a condizione che sia verificata la convenzione secondo cui le correnti di maglia siano definite nella stessa direzione (convenzionalmente in senso antiorario) e che la maglia non contenga trasformatori ideali o mutue induttanze.

Le reti semplici con pochi elementi possono essere trattate formulando le equazioni di rete "a mano" applicando semplici teoremi come le leggi di Kirchhoff. Si dimostra l'equivalenza tra due reti confrontando direttamente i due insiemi di equazioni ed uguagliando i coefficienti. Per reti di grandi dimensioni sono necessarie tecniche più potenti. Un approccio comune è iniziare esprimendo la rete di impedenze come una matrice. Questo approccio è valido solo per le reti razionali. Qualunque rete che includa elementi distribuiti, come una linea di trasmissione, non può essere rappresentata mediante una matrice finita. Generalmente, una rete a n maglie richiede una matrice nxn per essere rappresentata. Per esempio la matrice per una rete a 3 maglie si può presentare come
{\displaystyle \mathbf {[Z]} ={\begin{bmatrix}Z_{11}&Z_{12}&Z_{13}\\Z_{21}&Z_{22}&Z_{23}\\Z_{31}&Z_{32}&Z_{33}\end{bmatrix}}}
I coefficienti della matrice sono scelti in modo tale che la matrice formi un sistema di equazioni lineari nelle tensioni e nelle correnti di maglia (così come definite per il metodo delle maglie):
{\displaystyle \mathbf {[V]} =\mathbf {[Z][I]} }
Per esempio, il diagramma in Figura 1 può essere rappresentato come una matrice di impedenze da:
{\displaystyle \mathbf {[Z]} ={\begin{bmatrix}R_{1}+R_{2}&-R_{2}\\-R_{2}&R_{2}+R_{3}\end{bmatrix}}}
e il sistema di equazioni lineari associato è:
{\displaystyle {\begin{bmatrix}V_{1}\\0\end{bmatrix}}={\begin{bmatrix}R_{1}+R_{2}&-R_{2}\\-R_{2}&R_{2}+R_{3}\end{bmatrix}}{\begin{bmatrix}I_{1}\\I_{2}\end{bmatrix}}}
Nel caso più generale, ogni ramo Zp della rete può essere composto da tre elementi in modo che
{\displaystyle Z_{\mathrm {p} }=sL_{\mathrm {p} }+R_{\mathrm {p} }+{1 \over sC_{\mathrm {p} }}}
dove L, R e C rappresentano, rispettivamente, induttanza, resistenza e capacità ed s l'operatore di frequenza complessa {\displaystyle \scriptstyle s=\sigma +i\omega }.
Questo è il modo convenzionale di rappresentare una generica impedenza ma per lo scopo di questo articolo è matematicamente più conveniente ragionare con l'elastanza elettrica, D, che corrisponde al reciproco della capacità, C. In questi termini l'impedenza del generico ramo può essere rappresentata da:
{\displaystyle sZ_{\mathrm {p} }=s^{2}L_{\mathrm {p} }+sR_{\mathrm {p} }+D_{\mathrm {p} }\,\!}
Allo stesso modo, ciascun coefficiente della matrice delle impedenze può essere rappresentato come somma di tre elementi. Di conseguenza, la matrice può essere scomposta in tre matrici nxn, una per ciascuno dei tre tipi di elementi:
{\displaystyle s\mathbf {[Z]} =s^{2}\mathbf {[L]} +s\mathbf {[R]} +\mathbf {[D]} }
Si desidera che la matrice [Z] rappresenti un'impedenza, Z(s). A tal scopo, il percorso chiuso corrispondente a una delle maglie viene tagliato e si considera l'impedenza Z(s)  misurata tra i punti corrispondenti al taglio. Convenzionalmente si assume che la porta di connessione esterna sia nella maglia 1 e sia, perciò, connessa attraverso il coefficiente Z11 della matrice, anche se sarebbe perfettamente possibile formulare ciò con connessioni a qualsiasi nodo desiderato. Nella seguente discussione, si assume Z(s) come preso mediante il coefficiente Z11. Z(s) può essere calcolato da [Z] nel modo seguente:
{\displaystyle Z(s)={\frac {|\mathbf {Z} |}{z_{11}}}}
dove z11 è il minore complementare rispetto a Z11 e |Z| è il determinante di [Z].
Per la rete di esempio vista sopra,
{\displaystyle |\mathbf {Z} |=(R_{1}+R_{2})(R_{2}+R_{3})-{R_{2}}^{2}=R_{1}R_{2}+R_{1}R_{3}+R_{2}R_{3}\ ,}
{\displaystyle z_{11}=Z_{22}=R_{2}+R_{3}\ ,} e
{\displaystyle Z(s)=R_{1}+{\frac {R_{2}R_{3}}{R_{2}+R_{3}}}\ .}
Si verifica facilmente che questo risultato è corretto con il metodo più diretto dei resistori in serie e parallelo. Tuttavia, tali metodi diventano rapidamente tediosi e dalla gran mole di calcoli con la crescita delle dimensioni e della complessità della rete in analisi.
I coefficienti di [R], [L] e [D] non possono essere scelti arbitrariamente. Affinché [Z] possa realizzare l'impedenza Z(s), le matrici [R], [L] e [D] devono essere tutte matrici definite positive. Anche in tal caso, la realizzazione di Z(s), in generale, conterrà trasformatori ideali all'interno della rete. Trovare solo quei trasformatori che non richiedono mutue induttanza o trasformatori ideali è un compito più difficile. Allo stesso modo, se si esegue un "percorso inverso" specificando un'espressione per Z(s), nuovamente ciò non può essere fatto arbitrariamente. Per essere realizzabile come impedenza razionale, Z(s) deve essere una funzione reale positiva, nel senso che deve assumere valori reali positivi se l'argomento è reale positivo, in formule: 
{\displaystyle {\begin{aligned}&\Re [Z(s)]>0\quad {\text{if}}\quad \Re (s)>0\\&\Im [Z(s)]=0\quad {\text{if}}\quad \Im (s)=0\ .\end{aligned}}}
Le funzioni complesse che soddisfano tale proprietà sono anche dette funzioni PR, dall'inglese positive-real. La condizione di funzione reale positiva (PR) è necessaria e sufficiente ma potrebbero esserci ragioni pratiche per rifiutare alcune topologie.
Una generica trasformazione di impedenza per trovare una rete a una porta razionale equivalente da un dato esempio di [Z] si deve a Wilhelm Cauer. Il gruppo delle trasformazioni affini reali:
{\displaystyle \mathbf {[Z']} =\mathbf {[T]} ^{T}\mathbf {[Z]} \mathbf {[T]} }
dove
{\displaystyle \mathbf {[T]} ={\begin{bmatrix}1&0\cdots 0\\T_{21}&T_{22}\cdots T_{2n}\\\cdot &\cdots \\T_{n1}&T_{n2}\cdots T_{nn}\end{bmatrix}}}
è invariante in Z(s). In pratica, tutte le reti trasformate sono equivalenti secondo la definizione qui data. Se la Z(s) per la matrice data inizialmente è realizzabile, cioè soddisfa la condizione PR, allora anche tutte le reti trasformate prodotte da questa trasformazione soddisferanno la condizione PR.

## Reti a 3 e 4 terminali

Fig. 2. Una rete a 4 terminali connessa mediante porte (in alto) presenta correnti uguali e opposte in ciascuna coppia di terminali. La rete in basso non soddisfa la condizione di rete con porte e non può esser trattata come una rete a 2 porte. Tuttavia, potrebbe essere trattata come una rete a 3 porte sbilanciata dividendo uno dei terminali in tre terminali comuni condivisi tra le porte.

Quando si parla di reti a 4 terminali, l'analisi della rete spesso procede in termini di reti a 2 porte e, così facendo, viene coperta una vasta gamma di circuiti utili dal punto di vista pratico. Con il termine "rete a 2 porte", in sostanza, ci si riferisce al modo in cui la rete è stata connessa al mondo esterno, indicando che i terminali sono stati connessi in coppia a un generatore o a un carico. È possibile prendere esattamente la stessa rete e connetterla a circuiti esterni in modo tale che non si comporti più come una rete a 2 porte. Questa idea è illustrata nella Figura 2.

Reti equivalenti sbilanciate e bilanciate. L'impedenza degli elementi in serie nella versione bilanciata è la metà della corrispondente impedenza della versione sbilanciata.

Fig. 3. Per essere bilanciata, una rete deve avere la stessa impedenza in ogni "braccio" del circuito.

Una rete a 3 terminali può essere utilizzata anche come una rete a 2 porte. Per ottenere ciò, uno dei terminali è connesso in comune a un terminale di entrambe le porte. In altre parole, un terminale viene suddiviso in due terminali in modo che la rete venga effettivamente convertita in una rete  a 4 terminali. La topologia è nota come topologia sbilanciata ed è l'opposto della topologia bilanciata. La topologia bilanciata richiede, con riferimento alla Figura 3, che l'impedenza misurata tra i terminali 1 e 3 sia uguale all'impedenza misurata tra i terminali 2 e 4. Queste sono le coppie di terminali non che formano le porte: il caso in cui le coppie di terminali che formano le porte hanno uguale impedenza è detto simmetrico. Parlando in senso stretto, qualsiasi rete che non soddisfi la condizione di bilanciamento è sbilanciata, ma più spesso con tale termine ci si riferisce alla topologia a 3 terminali descritta sopra e nella Figura 3. Di solito, trasformare una rete a 2 porte sbilanciata in una rete bilanciata è abbastanza semplice: tutti gli elementi connessi in serie vengono divisi a metà con una metà ricollocata in quello che era il ramo comune. La trasformazione dalla topologia bilanciata a quella sbilanciata è spesso possibile con la trasformazione inversa ma ci sono casi particolari di certe topologie che non possono essere trasformate in questo modo. Per esempio, vedere sotto la discussione sulle trasformazioni reticolari.
Un esempio di una trasformazione di rete a 3 terminali che non è limitata a 2 porte è la trasformazione stella-triangolo. Questa è una trasformazione particolarmente importante per trovare impedenze equivalenti. La sua importanza deriva dal fatto che l'impedenza totale tra due terminali non può essere determinata semplicemente calcolando delle combinazioni serie e parallelo se non per una certa classe ristretta di reti. Nel caso generale sono richieste trasformazioni aggiuntive. La trasformazione stella-triangolo, la sua inversa triangolo-stella, e le analoghe a n terminali di queste due trasformazioni (trasformazioni stella-poligono) rappresentano le trasformazioni aggiuntive minime richieste per risolvere il caso generale.  Serie e parallelo sono, infatti, le versioni a 2 terminali delle topologie a stella e a poligono. Una topologia semplice comune che non può essere risolta mediante combinazioni serie e parallelo è l'impedenza in ingresso a una rete a ponte (tranne nel caso speciale in cui il ponte è in equilibrio).  Il resto delle trasformazioni in questa sezione sono tutte limitate all'uso solo con 2 porte.

### Trasformazioni reticolari
Le reti simmetriche a 2 porte possono essere trasformate in reti reticolari utilizzando il teorema di bisezione di Bartlett. Il metodo è limitato alle reti simmetriche ma questo include molte topologie che si trovano comunemente in filtri, attenuatori ed equalizzatori. La topologia reticolare è intrinsecamente bilanciata, non esiste una controparte sbilanciata al reticolo e di solito richiederà più componenti della rete trasformata.
| Alcune reti comuni trasformate in reticoli (reti a X)                                 | Alcune reti comuni trasformate in reticoli (reti a X) | Alcune reti comuni trasformate in reticoli (reti a X)                                                                       | Alcune reti comuni trasformate in reticoli (reti a X) |
| Descrizione                                                                           | Rete                                                  | Equazioni della trasformazione                                                                                              | Rete trasformata                                      |
| ------------------------------------------------------------------------------------- | ----------------------------------------------------- | --- | ----------------------------------------------------- |
| Trasformazione 3.1 Trasformazione di una rete a T in una rete reticolare.             |                                                       | {\displaystyle Z_{\mathrm {A} }=Z_{1}\ ,\!} {\displaystyle Z_{\mathrm {B} }=Z_{1}+2Z_{2}\ .\!}                              |                                                       |
| Trasformazione 3.2 Trasformazione di una retee a Π (Pi greco) in una rete reticolare. |                                                       | {\displaystyle Z_{\mathrm {A} }={\frac {Z_{1}Z_{2}}{Z_{1}+2Z_{2}}}\ ,\!} {\displaystyle Z_{\mathrm {B} }=Z_{2}\ .}          |                                                       |
| Trasformazione 3.3 Trasformazione di una rete con ponte a T in una rete reticolare.   |                                                       | {\displaystyle Z_{\mathrm {A} }={\frac {Z_{1}Z_{0}}{Z_{1}+2Z_{0}}}\ ,\!} {\displaystyle Z_{\mathrm {B} }=Z_{0}+2Z_{2}\ .\!} |                                                       |

Le trasformazioni inverse di una rete reticolare in una topologia sbilanciata non sono sempre possibili in termini di componenti passivi. Per esempio, questa trasformazione:
| Descrizione                                                                               | Rete | Rete trasformata |
| ----------------------------------------------------------------------------------------- | ---- | ---------------- |
| Trasformazione 3.4 Trasformazione di un equalizzatore di fase reticolare in una rete a T. |      |                  |

non può essere realizzata con componenti passivi a causa dei valori negativi che risultano nel il circuito trasformato. Tuttavia può essere realizzata se sono permessi mutue induttanze e trasformatori ideali, per esempio, in questo circuito. Un'altra possibilità è permettere l'utilizzo di componenti attivi che consentano di realizzare impedenze negative direttamente come componenti circuitali.
A volte può essere utile effettuare tale trasformazione, non allo scopo di costruire effettivamente il circuito trasformato, ma piuttosto allo scopo di avere un aiuto per capire come funziona il circuito originale. Il circuito seguente nella topologia con ponte a T è una modifica della sezione a T di un filtro m-derivato intermedio in serie. Si deve il circuito a Hendrik Bode il quale riteneva che l'aggiunta della resistenza di ponte di un opportuno valore avrebbe annullato la resistenza parassita dell'induttore in shunt. L'azione di questo circuito è chiara se viene trasformato nella topologia a T - in questa forma c'è una resistenza negativa nel ramo di shunt che può essere resa esattamente uguale alla resistenza parassita positiva dell'induttore.
| Descrizione                                                                                                 | Rete | Rete trasformata |
| --- | ---- | ---------------- |
| Trasformazione 3.5 Trasformazione di una sezione di un filtro passa-basso con ponte a T in una sezione a T. |      |                  |

Qualsiasi rete simmetrica può essere trasformata in qualsiasi altra rete simmetrica con lo stesso metodo, cioè trasformandola prima nella forma reticolare intermedia (per maggiore chiarezza omessa dalla trasformazione di esempio vista sopra) e poi dalla forma reticolare nella forma finale richiesta. Come per l'esempio, in generale questo genererà elementi negativi tranne che in casi particolari.

### Eliminazione di resistori
Un teorema dovuto a Sidney Darlington afferma che ogni funzione reale positiva (nel senso visto nei paragrafi precedenti) Z(s) può essere realizzata come una rete a due porte senza perdite terminata con un resistore positivo R. In pratica, indipendentemente dal numero di resistori presenti nella matrice [Z] che rappresenta la rete di impedenze, si può trovare una trasformazione che realizzerà la rete interamente come una rete di tipo LC con un solo resistore attraverso la porta di uscita (che normalmente rappresenterebbe il carico). Non sono necessari resistori all'interno della rete per realizzare la risposta specificata. Di conseguenza, è sempre possibile ridurre le reti a 2 porte a 3 tipi di elementi a reti a 2 porte a 2 tipi di elementi  (LC) a condizione che la porta di uscita sia terminata con una resistenza del valore richiesto.

### Eliminazione di trasformatori ideali
Una trasformazione elementare che può essere eseguita con trasformatori ideali e qualche altro elemento rappresentato con un'impedenza consiste nello spostare l'impedenza dall'altro lato del trasformatore. In tutte le seguenti trasformazioni, r è il rapporto di spire del trasformatore.
| Descrizione                                                                                                | Rete | Rete trasformata |
| --- | ---- | ---------------- |
| Trasformazione 4.1 Impedenza in serie attraverso un trasformatore di riduzione di tensione.                |      |                  |
| Transform 4.2 Impedenza in shunt attraverso un trasformatore di riduzione di tensione.                     |      |                  |
| Transform 4.3 Rete di impedenze in serie e in shunt attraverso un trasformatore di incremento di tensione. |      |                  |

Queste trasformazioni non si applicano solo ai singoli elementi; intere reti possono essere fatte passare attraverso il trasformatore. In questo modo, il trasformatore può essere spostato all'interno della rete in una posizione più conveniente.
 Darlington fornisce una trasformazione equivalente che può eliminare del tutto un trasformatore ideale. Questa tecnica richiede che il trasformatore sia vicino (o possa essere spostato vicino a) una rete a "L" di impedenze dello stesso tipo. La trasformazione in tutte le varianti si traduce nella rete a "L" rivolta in senso opposto, cioè topologicamente speculare.
| Descrizione                                                                    | Rete | Rete trasformata |
| ------------------------------------------------------------------------------ | ---- | ---------------- |
| Trasformazione 5.1 Eliminazione di un trasformatore di riduzione di tensione.  |      |                  |
| Trasformazione 5.2 Eliminazione di un trasformatore di incremento di tensione. |      |                  |
| Esempio 3. Esempio di trasformazione 5.1.                                      |      |                  |

L'esempio 3 mostra che il risultato è una rete a Π (pi greco) piuttosto che una rete a L. La regione di ciò è che l'elemento in shunt ha una capacità maggiore di quella richiesta dalla trasformazione, per cui ne rimane ancora una parte dopo aver applicato la trasformazione. Se l'eccesso fosse, invece, nell'elemento più vicino al trasformatore, questo potrebbe essere affrontato, come prima cosa, spostando l'eccesso dall'altro lato del trasformatore, prima di effettuare la trasformazione.

## Terminologia
1. 1 2  Ramo. Un ramo di una rete è un gruppo di elementi collegati in serie tra due nodi. Una caratteristica essenziale di un ramo è che in tutti gli elementi del ramo fluisce la stessa corrente.
2. 1 2  Elemento. Un componente in una rete, un singolo resistore (R) , induttore (L) o condensatore (C).
3. 1 2  A n elementi. Una rete che contiene un totale di n elementi di tutti i tipi.
4. 1 2  A n tipi di elementi.  Una rete che contiene n tipi diversi di elementi. Per esempio, una rete costituita soltanto da elementi LC è una rete a 2 tipi di elementi.
5. 1 2 3  Trasformatore ideale. I trasformatori ideali compaiono frequentemente nell'analisi delle reti. Si tratta di un concetto puramente teorico; essi trasformano perfettamente le tensioni e le correnti secondo un rapporto dato, senza perdite. I trasformatori reali sono altamente efficienti e spesso possono essere utilizzati al posto di un trasformatore ideale. Una differenza essenziale è che i trasformatori ideali continuano a funzionare quando ricevono energia con corrente continua, cosa che nessun trasformatore reale potrebbe mai fare.
6. 1 2 3  A n maglie. Una maglia è un percorso chiuso in una rete in cui esistono connessioni per consentire alla corrente di passare da un elemento all'altro, formando un cammino ininterrotto che alla fine torna al punto di partenza. Una maglia essenziale è un percorso chiuso tale da non contenere alcun altro percorso chiuso. Una rete a n maglie è una rete che contiene n maglie essenziali.
7. 1 2  Nodo.  Un nodo di una rete è un punto in un circuito dove è connesso un terminale di ciascuno di tre o più elementi.
8. 1 2  Porta.  Una coppia di terminali di una rete in cui fluiscono correnti uguali e opposte.
9. 1 2 3  Razionale in questo contesto significa una rete composta da un numero finito di elementi. Gli elementi a parametri distribuiti, come in una linea di trasmissione, sono perciò esclusi perché la natura infinitesimale degli elementi fa sì che il loro numero vada ad infinito.
10. 1 2  Terminale.  Un punto in una rete a cui possono essere collegate tensioni esterne alla rete e in cui possono fluire correnti esterne. Una rete a 2 terminali o bipolo è anche una rete a una porta. Reti a 3 terminali e a 4 terminali sono spesso, ma non sempre, connesse anche come reti a 2 porte.